# Resolution 1540 des UN-Sicherheitsrates
Die Resolution 1540 ist ein einstimmiger Beschluss des UN-Sicherheitsrat zur Kontrolle der Verbreitung von Massenvernichtungswaffen, dessen Entwurf von den Vereinigten Staaten im April 2004 eingebracht wurde.

## Inhalt der Resolution 1540
Die UN-Resolution verlangt von allen Staaten die Durchsetzung effektiver gesetzlicher und regulativer Maßnahmen zur Verhinderung der Verbreitung von Massenvernichtungswaffen. Resolution 1540 fordert, dass alle Staaten "wirksame Maßnahmen ergreifen und durchsetzen, um innerstaatliche Kontrollen zur Verhütung der Verbreitung von nuklearen, chemischen oder biologischen Waffen und ihren Trägersystemen einzurichten, einschließlich angemessener Kontrollen über verwandtes Material". Die Resolution fordert die Staaten auf, einen Bericht mit den Schritten einzureichen, die sie zur Umsetzung der Resolution unternommen haben oder unternehmen wollen. Es ist die erste Resolution, in der der Sicherheitsrat den UN-Mitgliedstaaten spezielle Maßnahmen im Umgang mit der Verbreitung von Massenvernichtungswaffen vorschreibt.

## 1540-Komitee des UN-Sicherheitsrats
Zur Überwachung der Implementierung der Resolution wurde ein Ausschuss („1540-Komitee“) eingesetzt, dessen Mandat mit Sicherheitsrat Resolutionen 1673 (2006) und 1810 (2008) zuletzt bis April 2011 verlängert wurde. Bis 1. Juli 2008 haben 155 Staaten ihre nationalen Umsetzungsberichte bzw. zusätzliche Informationen zu diesen unterbreitet.
Im Umsetzungsbericht von Mai 2009 an den UN-Sicherheitsrat wird trotz attestierter Fortschritte in Teilbereichen die mangelhafte Umsetzung der Resolution in vielen Mitgliedsstaaten kritisiert. Insbesondere wird eine Stärkung der Rolle des Komitees als „clearing house“ für Hilfsstellung von Mitgliedstaaten an andere Mitgliedstaaten bei der Resolutionsumsetzung angestrebt.
Resolution 1810 (2008) sieht auch einen umfassenden Bericht des Komitees über die Implementierung der Resolution 1540 bis 31. Januar 2009 vor.